# Buzsáky Ákos
Buzsáky Ákos (Budapest, 1982. május 7. –) magyar válogatott labdarúgó. A Grund FC 1986 és az MTK ifi csapatában szerezte első élményeit a labdarúgásról. Tehetségére hamar felfigyeltek, mind az MTK felnőttcsapatában, mind a magyar U21-es labdarúgó-válogatottban jelentős szerephez jutott, utóbbinak kapitánya is volt.
2002-ben szerződött külföldre, a portugál FC Porto együtteséhez, amellyel megnyerte a bajnokságot, a kupát és az UEFA-kupát is. Ezeknek köszönhetően ő az egyik olyan magyar labdarúgó, aki a nemzeti sikereken túlmenően nemzetközi kupasikerhez is segítette csapatát.
A BL győztes portói alakulatban azonban nem tudott a kezdőcsapat közelébe kerülni, így először kölcsönadták, majd eladták az angol Plymouth Argyle csapatának. Itt hamar a szurkolók kedvencévé vált, az edzője, Ian Holloway is többször elismerését fejezte ki vele kapcsolatban. 2006 augusztusában így nyilatkozott: „Ákos egy nagyszerű játékos: olyan, mint egy varázsló, mindig meg tudja valamivel lepni az ellenfeleket. Sok ilyen futballistára lenne szükségem.”
2007 októberében sikertelen szerződéshosszabbítási tárgyalások után januárig kölcsönben, majd két és fél évre a szintén az angol másodosztályban szereplő Queens Park Rangershöz igazolt.
2012. július 13-án bejelentésre került, hogy Buzsáky elhagyja a QPR-t. 2012. október 1-jén egy hónapos szerződést kötött az angol harmadosztályú Portsmouth FC csapatával. 2012 novemberében kölcsönbe a másodosztályú Barnsley csapatához került. November 24-én debütált a Cardiff City elleni meccsen, az 54. percben csereként állt be.
2013-ig játszott a szigetországban, akkor hazatért a Ferencvárosi TC csapatához. Sérülései miatt keveset tudott játszani, 2015-ben fejezte be pályafutását. 2018 júniusában a III. Kerületi TVE szakmai igazgatója lett. 2019 februárjáig dolgozott a klubnál. 2019 augusztusában a Queens Park Rangers történetének legjobb játékosai közé választották.

## Sportpályafutása
Első edzésein már négyéves korában részt vett, édesapja, idősebb Buzsáky Ákos vigyázó szeme előtt. Első klubja az édesapja által alapított és vezetett Grund FC 1986 volt, amely hatévesen igazolta le. Tehetsége hamar megmutatkozott, a pálya szinte minden részén otthon érezte magát. Az egyik Pajzs-Kupán még a torna legjobb kapusának is megválasztották. Társaival a Budapest-bajnokságban szerepeltek, magasabb korosztályúak ellen, így gyorsabban tudtak fejlődni.

### MTK
Tíz év után, 1998-ban igazolt az MTK ifi csapatához, akik az ifjúsági válogatottban figyeltek fel rá. Átigazolása előtt már heti pár napot a Hungária körúti csapatnál edzett, Szabó György keze alatt. Itt szintén magasabb korosztályban játszott, mint kora szerint kellett volna. Később Farkas Tibor és Kenyeres Imre voltak az edzői. Tagja volt az országos bajnokságot nyerő junior csapatnak.
A következő évben a holland Henk ten Cate vette át a felnőttcsapat irányítását, és első lépései közt szerepelt, hogy a csapat fiatal tehetségeinek bizonyítási lehetőséget adott: együtt készülhettek a nagycsapattal. Buzsáky is a kiválasztottak között volt, így a hollandiai edzőtáborozásra is a csapattal tarthatott.
Az idény kezdetén az izlandi bajnok ÍBV otthonában, UEFA-bajnokok ligája selejtezőn lépett pályára élete első felnőtt mérkőzésén.
Az első hazai bajnoki mérkőzését 1999. október 3-án játszotta a Haladás ellen, kezdőként, majd ősszel még két találkozón lépett pályára, a Nyíregyháza és az Újpest ellen, mindkét alkalommal csereként.
A téli szünetben az U17-es válogatottal az Izraelben megrendezett szilveszteri tornán vett részt, amelyen a legjobb mezőnyjátékosnak választották.
Az MTK az akkori gyakorlatnak megfelelően a junior csapatát nevezte a 2000-es műfüves bajnokságra. Ákos itt előbb szerzett egy gólt, majd megsérült, ami miatt hetekig nem állhatott a csapata rendelkezésére.
Az első nyolc tavaszi fordulóban csak 12 percet játszott. A Pécs elleni mérkőzésen viszont már maradandó teljesítményt nyújtott, a félidőben beállva gólpasszt adott Illés Bélának. Megválasztották a mezőny legjobbjának és a következő mérkőzésen már kezdő volt. A ZTE ellen lőtte első élvonalbeli gólját április 22-én. A mérkőzést 3-1-re az MTK nyerte, Ákos újra megsérült.
A május 3-án 4000 néző előtt lejátszott Vasas ellen megnyert Magyar Kupa döntő második félidejében lépett újra pályára, Madar Csaba cseréjeként a félidőben.
Henk ten Cate a 2000-01-es szezont már a NAC Breda edzőjeként kezdte, ahova Ákos saját bevallása szerint őt is szerette volna magával vinni, de ebbe az MTK nem egyezett bele. A csapat következő edzője az addigi másodedző Pölöskei Gábor lett, akinél a frissen érettségizett játékos számított az első számú cserejátékosnak.
Az UEFA-kupa sorozatban a Jokerit, a CSZKA Szofija és az FC Nantes ellen is pályára lépett, a bajnokságban pedig három gólt szerzett, Illés Béla és Ferenczi István után az MTK harmadik legeredményesebb labdarúgójának bizonyult. A csapat az előzetes várakozásokat alulmúlva a 6. helyen zárt.
A 2001-es teremlabdarúgó bajnokságban az MTK már a felnőtt csapatával állt rajthoz, és Buzsáky is a keret tagja volt, egy góllal segítette csapatát.
Az ifjúsági válogatottal Cipruson szerepelt az Eb selejtezőin (Fehéroroszország ellen két gólt is szerzett, Ukrajna ellen viszont büntetőt hibázott). Teljesítménye elismeréséül Gellei Imre az utánpótlás-válogatottba is meghívta.
A 2002-es teremlabdarúgó-bajnokságban az MTK csoportja utolsó helyén végzett, Buzsáky gólt nem szerzett.
Szerződése lejárta előtt egy évvel, 2002 nyarán az FC Porto csapatánál járt próbajátékon és felkeltette José Mourinho, a csapat akkori menedzserének figyelmét, aki 400 000 fontért leigazolta.

### Porto
Az első hetekben csak a Porto második csapatában lépett pályára, de már az első csapatnál edzett. A tavaszi fordulókban ült le először a kispadra, a február 23-i Beira Mar ellen 3-0-ra megnyert mérkőzésen lépett először pályára.
Új csapatában összesen háromszor játszott a bajnokságban, ezeken a mérkőzéseken gólt nem rúgott. A május 18-án lejátszott Varzim elleni mérkőzést végigjátszotta és gólpasszal szolgálta ki Jankauskast. A mérkőzés után a portugál lapok is elismerően írtak róla.
A Porto meggyőző fölénnyel, 11 ponttal zárt a második Benfica előtt a tabellán.
Az UEFA-kupa sorozat egy mérkőzésén lépett pályára, a Denizlispor ellen 2-2-re végződött találkozón. A február 27-én megrendezett mérkőzést végigjátszotta és egy kapufát is lőtt.
A mérkőzésről így nyilatkozott: „Ez egy fontos állomás volt a számomra, azonban messzemenő következtetéseket nem szabad belőle levonni, hiszen a Porto A csapatának kerete rendkívül erős. Ugyanakkor valóban úgy érzem, fel tudtam venni a csapattársak ritmusát: már nem lógok ki az edzéseken sem. Nagyon erősen hat rám a profi környezet” Így ő is magasba emelhette a trófeát a döntő utáni ünnepléskor. A mérkőzést a lelátón tekintette meg, a bő, 24-es keret tagjaként nem ülhetett le a kispadra.
2003. június 17-én rendezték a portugál kupa döntőjét, ahol a Porto Derlei góljával 1-0-ra legyőzte az Uniao Leirát. A mérkőzésen Ákos nem lépett pályára.
A három színtéren győztes keret túl erős volt ahhoz, hogy tartósan a kezdőcsapat közelébe kerülhessen így a 2003–2004-es szezonban kölcsönadták az Académica csapatához, ahol 11 mérkőzésen 1 gólt lőtt. Edzője Artur Jorge volt, aki korábban a PSG és a portugál válogatott szakvezetőjeként is dolgozott.
A következő idényben visszakerült a Portohoz, de a friss BL győztes csapatnál még nagyobb verseny volt, mint egy évvel azelőtt így, miután az őszi félévet a „B” csapatnál töltötte, újra kölcsönadták, ezúttal az angol Plymouth Argyle csapatához.

### Plymouth
Bobby Williamsont egy Torquay elleni zártkapus edzőmeccsen mutatott teljesítménye győzte meg játéktudásáról. Első mérkőzésére új csapatában 2005 januárjában került sor, a Preston elleni találkozón 64 percet töltött a pályán és egy kapufát lőtt.
Az idény végén mind a csapat szurkolói, mind a vezetők mindent megtettek, hogy Ákos Plymouthban maradjon. Jelentős szerepet vállalt abban, hogy a csapat elkerülje a kiesést, látványos játékának köszönhetően pedig a szurkolók egyik kedvence lett. A Porto először túl magas kivásárlási árat szabott meg: 280 000 fontot, de későbbi tárgyalások során sikeresen lejjebb tudták vinni az árat, így az összes akadály elhárult az átigazolás elől.
José Mourinho nyilatkozta Ákosról a csapatváltás után: „Kivételes tehetség, mindig tanulni akar, egy fantasztikus játékos. A legjobbakat kívánom neki a Plymouthban.”
A 2006 szeptemberében lejátszott QPR elleni mérkőzést megelőzően 7 hónapig nem volt a kezdőcsapat tagja, ekkor a 74. percben váltotta őt Luke Chadwick.
2006–2007-ben hamar el kellett búcsúzni a Liga Kupától: a negyedik ligás Walsall már az első fordulóban búcsúztatta a csapatot. Az augusztus 23-án lejátszott mérkőzésen Buzsáky a 64. percben lépett pályára Tony Capaldi helyére.
Ittléte alatt a csapat szurkolói kétszer is (2005, 2006) az év legjobbjának választották. 2006-ban a szavazatok 41%-át megszerezve lett első, pedig a szezonban sérülések hátráltatták.
Az összes mérkőzést figyelembe véve a csapatnál 105 mérkőzésen 9 gólt lőtt. A három év alatt 2006–2007-ben a 11., 2005–2006-ban a 14., 2004–2005-ben pedig a 17. helyet szerezte meg csapatával.
Stuart Gibson a csapat utánpótlás igazgatója a következőket mondta Ákosról a 2005-ös magyarországi látogatása során: „Ákos nagyon intelligens játékos, aki lát a pályán, jól lő és technikás is. Olyan futballista, akiért szívesen váltanak jegyet a drukkerek, akinek élvezet nézni a játékát. Ezért is akarta a Plymouth mindenképpen megtartani, nem véletlen, hogy a szurkolók transzparenseken követelték, igazoljuk már le végleg ezt a magyar srácot! Rendkívüli egyéniség, teljesen más a mentalitása, mint az angoloké. Mindig pontosan érkezik az edzésekre, s mindig ő az, aki utoljára hagyja el a gyepet. Igen, olyan ő, mint David Beckham, aki ugye a tréningek után mindig kinn marad, hogy gyakorolja a szabadrúgásokat.”

### QPR
Sikertelen szerződéshosszabbítási tárgyalások után 2007 októberében kölcsönben került a szintén angol másodosztályú Queens Park Rangers gárdájához. Januártól a szerződés értelmében már valóban igazolt játékos lesz: 2,5 évre szól az új kontraktusa. Az elvárásokat jól kifejezi vele szemben, hogy a 10-es mezt adták számára.
Ákos így indokolta a váltást: „ Most egy olyan lehetőséghez jutottam, amelyet nem tudtam visszautasítani. Egy nagy múltú klubról van szó, amelynek nagy tervei, és főleg biztos anyagi háttere van. A cél, hogy – megerősödve – minél hamarabb feljussunk a Premiershipbe, mert nekem is régóta az a vágyam, hogy a magasabb osztályban mutathassam meg a képességeimet. Főleg ez motivált a váltásban.”
Legelső mérkőzése a november 3-i Hull City ellen 2-0-ra megnyert találkozó volt, kezdőként lépett pályára, edzője a 86. percben cserélte le.
Második mérkőzésén szerezte meg első gólját Coventry City ellen egy távoli lövést követően.
Hamar a szurkolók kedvencévé vált, az egyik rigmusban mint a „fehér Pelét” emlegetik.
December 8-ig kellett várni a következő góljára, de akkor egyszerre kettőt lőtt a Scunthorpe ellen. Az elsőt egy 24 méteres távoli lövést, a másodikat egy szabadrúgást követően. Legközelebbi góllövése is duplázást hozott: december 22-én Colchester csapatát győzték le góljai segítségével.
2008. január 5-én pályára lépett a Chelsea elleni FA Kupa találkozón, de 50. percben sérülés miatt le kellett cserélni, Kieran Lee váltotta. A mérkőzést a Chelsea nyerte 1:0 arányban, így a QPR kiesett.
2008 januárjában az Independent angol napilap a brit menedzsereket, játékosokat, szakértőket és ügynököket megkérdezve fölállított egy listát a legjobb Nagy-Britanniában, de nem a Premier Leagueben szereplő labdarúgókról, Ákos ezen a 19. helyet szerezte meg. A róla szóló rövid jellemzésben ez állt: „"Tehetséges, de ingadozó teljesítményű támadó középpályás, aki a QPR komoly anyagi megalapozottságú feljutási kísérletének kulcsfigurája lehet.”
A 2007–2008-as szezon végén bokasérülést szenvedett, a QPR fizikoterapeutája, Paul Hunter szerint a Szlovénia elleni márciusi válogatott mérkőzésen történt az eset, habár azután még többször is pályára lépett, az orvosi stáb úgy döntött, műtétre és pihentetésre van szüksége.
2008. szeptember 18-án tért vissza egy, a Norwich City ellen 1–0-ra megnyert bajnoki találkozón.
2008 év végén súlyos sérülést szenvedett egy Manchester United elleni Ligakupa mérkőzésen, a térde leragadt egy fordulásnál és elszakadt az elülső térdszalagja. Ezután hosszú rehabilitációs időszak következett, csak 2009 májusában tudott újra edzésbe állni.
2012-ben a Queens Park Rangers szerződéshosszabbítási ajánlatát nem fogadta el. A Puskás Ferenc Labdarúgó Akadémián edzett a Videotonnal, amíg nem talál csapatot.

### Ferencváros
2013. szeptember 12-én aláírt a Ferencvároshoz. Sérülés miatt mindössze négy élvonalbeli mérkőzésen tudott játszani. 2015 őszén bejelentette visszavonulását.

### A válogatottban
Első felnőtt mérkőzése a 2005. szeptember 3-án lejátszott, Málta ellen 4-0-ra megnyert vb-selejtező volt. Ekkor Lothar Matthäus szövetségi kapitány 17 perc játéklehetőséget adott neki: Gera Zoltán cseréjeként léphetett pályára és egy 17 méteres lövéssel vétette észre magát.
Ebben az évben még kétszer húzhatta magára a címeres mezt, Bulgária és Horvátország ellen; az előbbin le-, az utóbbin becserélték.
Majdnem két évig kellett várnia az újabb lehetőségre, amikor 2007 júniusában Várhidi Péter a kezdőcsapatban szerepeltette Norvégia ellen.
A megfiatalított magyar válogatott további négy őszi meccsén főleg epizódszerepeket kapott kétszer Gera Zoltán, egyszer Filkor Attila, egyszer pedig Tőzsér Dániel cseréjeként.
A 2007-es év utolsó meccsén, az Eb-győztes Görögország ellen végül ismét kezdőként szerepelhetett (Gera a sárgalapjai miatt nem játszhatott), és a 7. percben meg is szerezte a vezetést a magyar válogatottnak. A végül 2-1-es görög győzelemmel végződő meccsen csapata, és az egész mezőny legjobbja volt.

## Sikerei, díjai
- Magyar kupagyőztes: 1999–2000
- Magyar bajnoki ezüstérmes: 1999–00[53]
- Magyar bajnoki bronzérmes: 2001–02[54]
- Portugál bajnok: 2002–03
- Portugál kupagyőztes: 2002–03
- UEFA-kupagyőztes: 2002–03
- Alpok-Adria-kupa-győztes: 2002
- Angol másodosztály bajnok: 2010–11
- A Puskás-díj (1999) és a legjobb magyar fiatal labdarúgónak járó díj (2003) nyertese[55]
- A Hónap Championship labdarúgója: 2007. január

### Statisztika
2013. november 11-ei adatok szerint.
| Klub                             | Szezon         | Bajnokság           | Bajnokság     | Bajnokság | Országos kupa | Országos kupa | Ligakupa      | Ligakupa | Nemzetközi kupa | Nemzetközi kupa | Összesen      | Összesen |
| Klub                             | Szezon         | Bajnokság           | Pályára lépés | Gól       | Pályára lépés | Gól           | Pályára lépés | Gól      | Pályára lépés   | Gól             | Pályára lépés | Gól      |
| -------------------------------- | -------------- | ------------------- | ------------- | --------- | ------------- | ------------- | ------------- | -------- | --------------- | --------------- | ------------- | -------- |
| Ferencvárosi TC                  | 2013–14        | Nemzeti Bajnokság I | 4             | 0         | 0             | —             | —             | —        | 0               | 0               | 0             | 0        |
| Portsmouth                       | 2012–13        | League One          | 6             | 0         | 1             | —             | —             | —        | 1               | 0               | 8             | 0        |
| Portsmouth                       | Összesen       | Összesen            | 6             | 0         | 1             | 0             | —             | —        | 1               | 0               | 8             | 0        |
| Queens Park Rangers              | 2011–12        | Premier League      | 15            | 2         | 3             | 0             | 0             | 0        | —               | —               | 15            | 2        |
| Queens Park Rangers              | 2010–11        | Championship        | 16            | 0         | 0             | 0             | 0             | 0        | —               | —               | 16            | 0        |
| Queens Park Rangers              | 2009–10        | Championship        | 39            | 10        | 2             | 1             | 3             | 0        | —               | —               | 31            | 8        |
| Queens Park Rangers              | 2008–09        | Championship        | 11            | 1         | —             | —             | 2             | 0        | —               | —               | 13            | 1        |
| Queens Park Rangers              | 2007–08        | Championship        | 15            | 4         | 1             | 0             | —             | —        | —               | —               | 16            | 4        |
| Queens Park Rangers              | Összesen       | Összesen            | 74            | 15        | 3             | 1             | 5             | 0        | —               | —               | 82            | 15       |
| Queens Park Rangers (kölcsönben) | 2007–08        | Championship        | 12            | 6         | —             | —             | —             | —        | —               | —               | 12            | 6        |
| Queens Park Rangers (kölcsönben) | Összesen       | Összesen            | 12            | 6         | —             | —             | —             | —        | —               | —               | 12            | 6        |
| Plymouth Argyle                  | 2007–08        | Championship        | 11            | 0         | —             | —             | 2             | 0        | —               | —               | 13            | 0        |
| Plymouth Argyle                  | 2006–07        | Championship        | 36            | 3         | 3             | 0             | 1             | 0        | —               | —               | 40            | 3        |
| Plymouth Argyle                  | 2005–06        | Championship        | 34            | 4         | 1             | 0             | 2             | 1        | —               | —               | 37            | 5        |
| Plymouth Argyle                  | Összesen       | Összesen            | 81            | 7         | 4             | 0             | 3             | 1        | —               | —               | 88            | 8        |
| Plymouth Argyle (loan)           | 2004–05        | Championship        | 15            | 1         | —             | —             | —             | —        | —               | —               | 15            | 1        |
| Plymouth Argyle (loan)           | Összesen       | Összesen            | 15            | 1         | —             | —             | —             | —        | —               | —               | 15            | 1        |
| Académica (kölcsönben)           | 2003–04        | Primeira Liga       | 11            | 0         | —             | —             | —             | —        | —               | —               | 11            | 0        |
| Académica (kölcsönben)           | Összesen       | Összesen            | 11            | 0         | —             | —             | —             | —        | —               | —               | 11            | 0        |
| FC Porto                         | 2002–03        | Primeira Liga       | 3             | 0         | —             | —             | —             | —        | 1               | 0               | 4             | 0        |
| FC Porto                         | Összesen       | Összesen            | 3             | 0         | —             | —             | —             | —        | 1               | 0               | 4             | 0        |
| MTK                              | 2001–02        | Nemzeti Bajnokság I | 23            | 1         | —             | —             | —             | —        | —               | —               | 23            | 1        |
| MTK                              | 2000–01        | Nemzeti Bajnokság I | 24            | 3         | —             | —             | —             | —        | 1               | 0               | 25            | 3        |
| MTK                              | 1999–00        | Nemzeti Bajnokság I | 6             | 1         | —             | —             | —             | —        | —               | —               | 6             | 1        |
| MTK                              | Összesen       | Összesen            | 53            | 5         | —             | —             | —             | —        | 1               | 0               | 54            | 5        |
| Karrier összes                   | Karrier összes | Karrier összes      | 232           | 31        | 8             | 1             | 8             | 1        | 2               | 0               | 246           | 33       |

### Mérkőzései a válogatottban
| Magyarország | Magyarország        | Magyarország                    | Magyarország  | Magyarország | Magyarország | Magyarország | Magyarország | Magyarország |
| #            | Dátum               | Helyszín                        | Hazai         | Eredmény     | Vendég       | Kiírás       | Gólok        | Esemény      |
| ------------ | ------------------- | ------------------------------- | ------------- | ------------ | ------------ | ------------ | ------------ | ------------ |
| 1.           | 2005. szeptember 3. | Budapest, Szusza Ferenc Stadion | Magyarország  | 4 – 0        | Málta        | vb-selejtező | -            | 75'          |
| 2.           | 2005. október 8.    | Szófia, Vaszil Levszki Stadion  | Bulgária      | 2 – 0        | Magyarország | vb-selejtező | -            | 77'          |
| 3.           | 2005. október 12.   | Budapest, Szusza Ferenc Stadion | Magyarország  | 0 – 0        | Horvátország | vb-selejtező | -            | 76'          |
| 4.           | 2007. június 6.     | Oslo, Ullevaal Stadion          | Norvégia      | 4 – 0        | Magyarország | Eb-selejtező | -            | 85'          |
| 5.           | 2007. augusztus 22. | Budapest, Puskás Ferenc Stadion | Magyarország  | 3 – 1        | Olaszország  | barátságos   | -            | 89'          |
| 6.           | 2007. október 13.   | Budapest, Szusza Ferenc Stadion | Magyarország  | 2 – 0        | Málta        | Eb-selejtező | -            | 75'          |
| 7.           | 2007. október 13.   | Łódź                            | Lengyelország | 0 – 1        | Magyarország | barátságos   | -            | 75'          |
| 8.           | 2007. november 17.  | Chișinău, Zimbru Stadion        | Moldova       | 3 – 0        | Magyarország | Eb-selejtező | -            | 89'          |
| 9.           | 2007. november 21.  | Budapest, Puskás Ferenc Stadion | Magyarország  | 1 – 2        | Görögország  | Eb-selejtező | 1            | 7'           |
| 10.          | 2008. február 6.    | Limassol, Cirion Stadion (CYP)  | Magyarország  | 1 – 1        | Szlovákia    | barátságos   | -            | 75'          |
| 11.          | 2008. március 26.   | Zalaegerszeg, ZTE Aréna         | Magyarország  | 0 – 1        | Szlovénia    | barátságos   | -            | a szünetben  |
| 12.          | 2008. október 11.   | Budapest, Puskás Ferenc Stadion | Magyarország  | 2 – 0        | Albánia      | vb-selejtező | -            | 60'          |
| 13.          | 2008. október 15.   | Ta’ Qali, Nemzeti Stadion       | Málta         | 0 – 1        | Magyarország | vb-selejtező | -            | 70'          |
| 14.          | 2009. szeptember 5. | Budapest, Puskás Ferenc Stadion | Magyarország  | 1 – 2        | Svédország   | vb-selejtező | -            | 84'          |
| 15.          | 2009. szeptember 9. | Budapest, Puskás Ferenc Stadion | Magyarország  | 0 – 1        | Portugália   | vb-selejtező | -            | 83'          |
| 16.          | 2009. október 10.   | Lisszabon, Estádio da Luz       | Portugália    | 3 – 0        | Magyarország | vb-selejtező | -            | 67'          |
| 17.          | 2009. október 14.   | Koppenhága, Parken Stadion      | Dánia         | 0 – 1        | Magyarország | vb-selejtező | 1            | 35' 77'      |
| 18.          | 2009. november 14.  | Gent, Jules Ottenstadion        | Belgium       | 3 – 0        | Magyarország | barátságos   | -            | a szünetben  |
| 19.          | 2010. március 3.    | Győr, ETO Park                  | Magyarország  | 1 – 1        | Oroszország  | barátságos   | -            | a szünetben  |
| 20.          | 2012. február 29.   | Győr, ETO Park                  | Magyarország  | 1 – 1        | Bulgária     | barátságos   | -            | a szünetben  |
|              | Összesen            |                                 |               | 20           | mérkőzés     |              | 2            | gól          |

## Személyes információk
2 kislány édesapja.
Példaképeinek Ronaldinhót és Juan Román Riquelmét tartja, a kedvenc csapata pedig az FC Barcelona.
Szabadidejében szívesen jár moziba vagy szörfözik a neten.
Ma már családi vállalkozásként viszi édesapjával a Grund FC-t. A kapcsolatait kihasználva együttműködést alakított ki volt csapata, a Plymouth Argyle és a Grund FC közt.
2007-ben – az édesapja ösztönzésére – megvásárolta a Strabagtól a Rákoshegy sportlétesítményét, amely 4,5 hektárja egy földes és egy füves futballpályát, valamint egy kis klubházat foglal magában. Célja, hogy ha egyszer befejezi a futballt, ő is az utánpótlás-neveléssel foglalkozzon.